# 广东省中医院

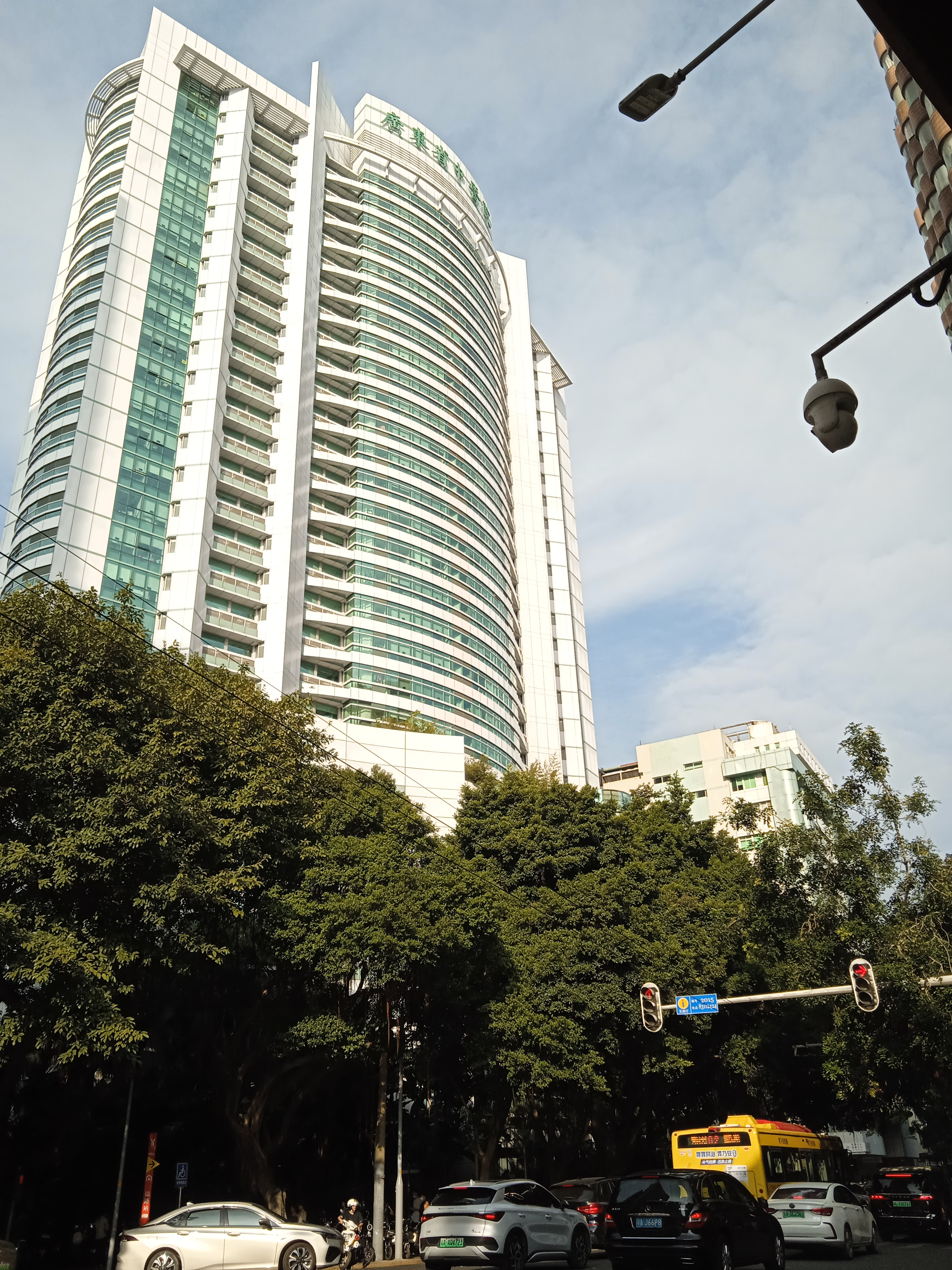
大德路总院

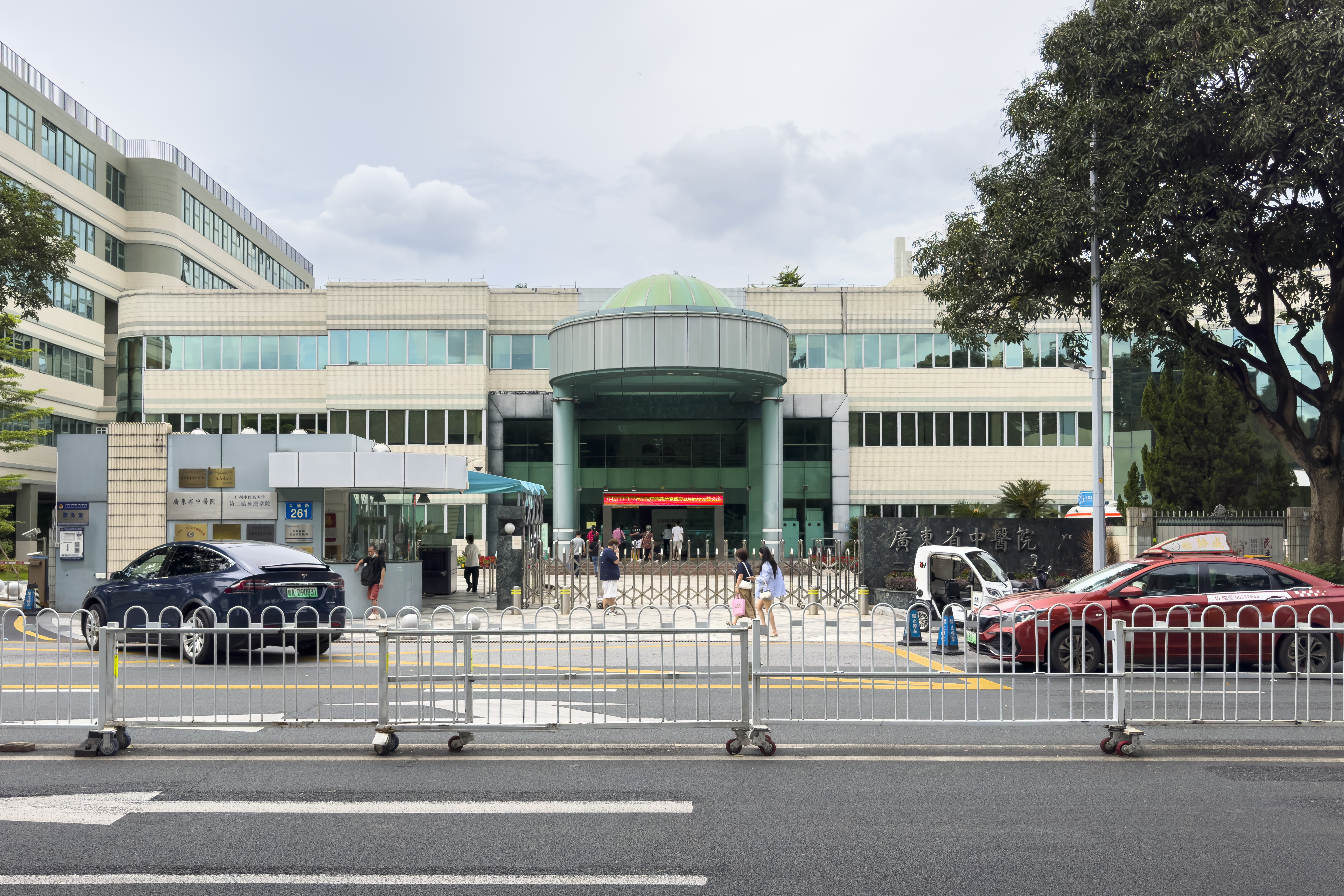
二沙岛医院

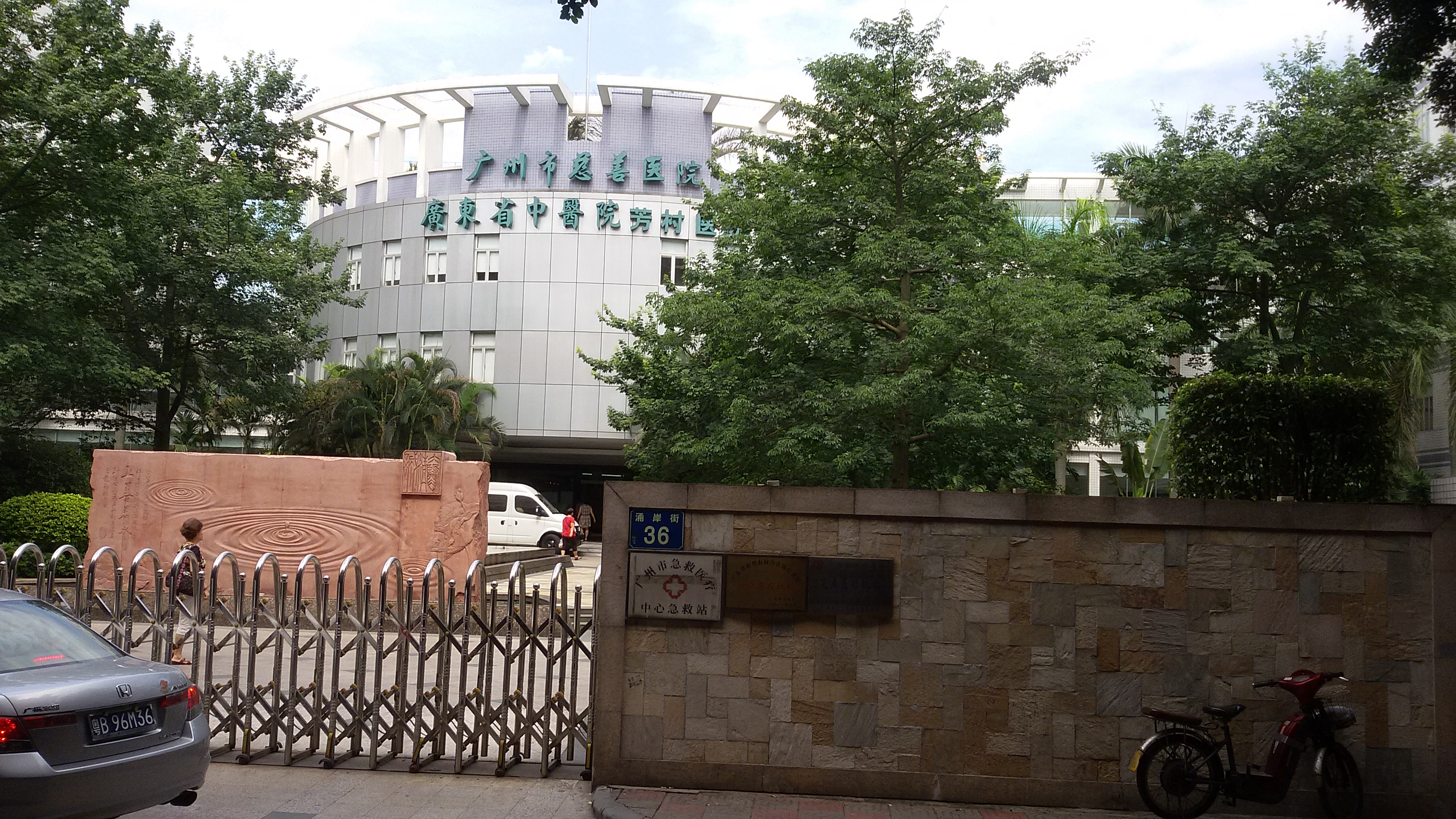
芳村医院

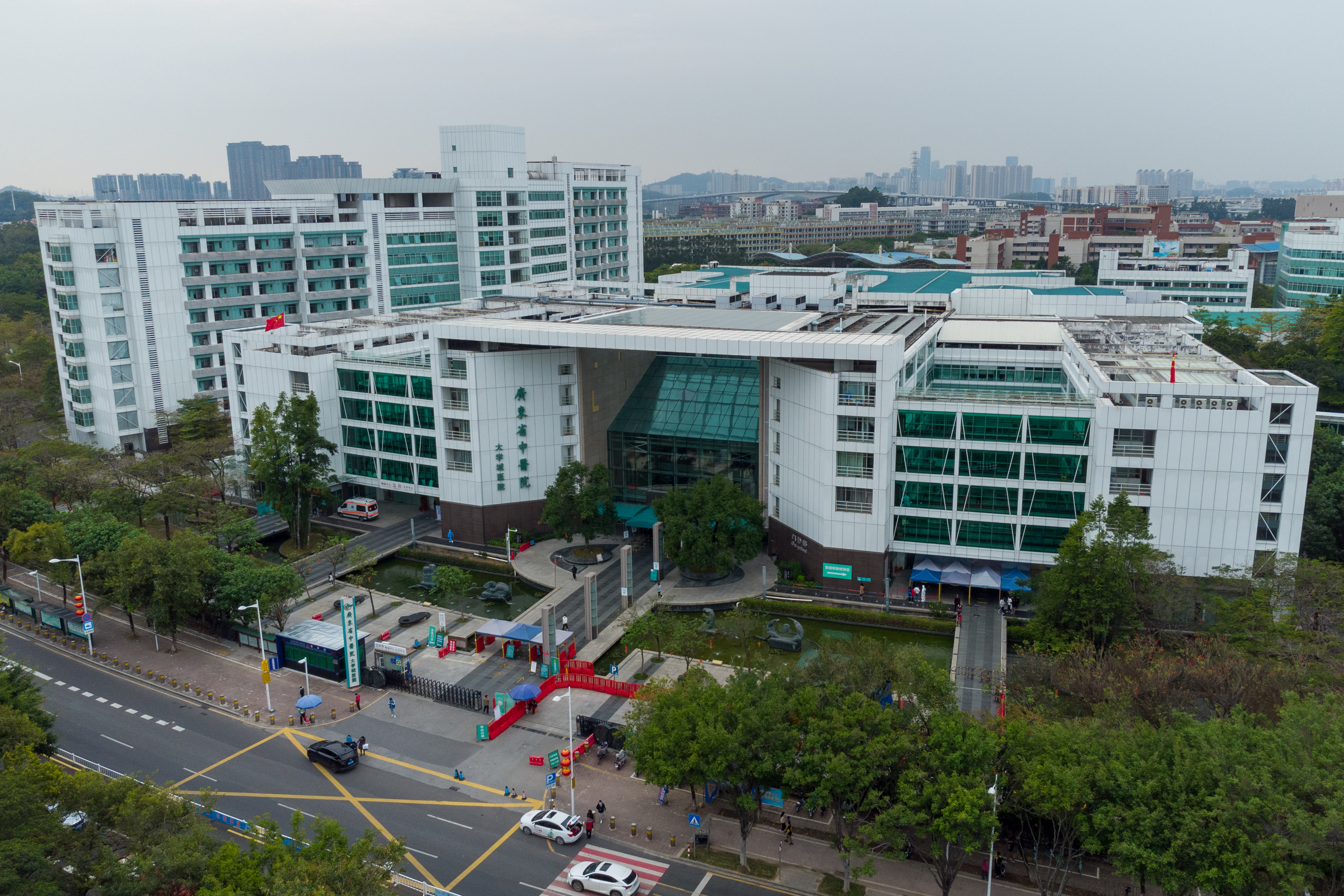
大学城医院

广东省中医院（广州中医药大学第二附属医院、广州中医药大学第二临床医学院、广东省中医药科学院、中国中医科学院广东分院），成立于1933年8月14日，是中国近代最早的中医医院之一，也是全国年服务患者人数最多、规模最大的中医医院，历年多次位居全国百强中医院之首。

## 历史
1924年9月15日，广州中医药大学的前身——广东中医药专门学校正式开学。为方便学生实习，于1926年在其校内开办了赠医处。1933年8月14日，广东省中医院的前身——广东中医药专门学校附属广东中医院正式成立并对外开诊。
1953年，广东中医药专门学校附属广东中医院改为国有医院，并更名为“广东省中医实验医院”。1956年，在原广东中医专科学校基础上组建广州中医学院（现广州中医药大学），医院遂成为广州中医学院的附属医院。1958年，正式定名为“广东省中医院”。
1992年10月，医院被评为全国第一批“三级甲等医院”。1993年，成为“全国示范中医院”。1999年，被命名为“全国百佳医院”。
2007年3月28日，广东省中医药科学院正式挂牌。

## 院区

### 广州市内

#### 院区
- 大德路总院：位于越秀区光塔街道大德路111号。
- 二沙岛医院：位于越秀区白云街道二沙岛社区大通路261号，建于1997年，为医院首个分院。
- 芳村医院（广州市慈善医院）：位于荔湾区花地街道涌岸街36号。慈善医院项目于1996年开始筹建；2002年9月，广州市慈善会和慈善服务中心授权广东省中医院自主经营管理该院，并于同年10月28日开业[6]。
- 大学城医院：位于番禺区小谷围街道大学城内环西路55号，于2007年11月26日正式开业[7]。
- 琶洲医院（广州和睦家医院）：位于海珠区琶洲街道琶洲大道31号，由广东省中医院与和睦家医疗集团合作建设。和睦家医院于2018年7月开业[8]，院内由省中医院管理的琶洲医院门诊部则于2021年10月18日启用[9]。
- 南沙医院（建设中）：位于南沙区珠江街道，计划2024年建成[10]。

#### 门诊部
- 下塘门诊部：位于越秀区登峰街道麓景路上塘街十三巷9号，于1988年5月18日开设。
- 天河门诊部：位于天河区林和街道天河东路60号，于1990年开设。
- 石井门诊部：位于白云区石井街道石槎路718号，于2018年1月18日开业。前身为1994年开设的罗冲围门诊部，2018年11月18日整体搬迁至石井门诊部[11]。

### 广州市外
- 珠海医院（珠海市中医院）：位于珠海市香洲区景乐路53号。前身为1987年11月成立的珠海市中医院，2002年并入广东省中医院。
- 斗门医院（珠海市第二中医院[12]、珠海市斗门区侨立中医院）：位于珠海市斗门区连桥路65号，建于1992年，2021年1月委托广东省中医院管理[13]。
- 贵州医院（贵州中医药大学附属贵阳医院、贵州省中医医院）
  - 南明院区：位于贵州省贵阳市南明区，于2023年12月20日开业[14]。
  - 观山湖院区：位于贵州省贵阳市观山湖区，目前建设中。